# Fouques de Thorame
Fouques de Thorame (ou Foulques), décédé le 31 mars 1188, fut évêque de Marseille de 1170 à 1188.

## Biographie
En 1173, il rend un jugement au sujet d’un conflit entre les villageois de Méounes-lès-Montrieux et les chartreux de cette commune. Ces derniers se plaignaient de voir les habitants de Méounes pénétrer dans la forêt du monastère pour y récolter du bois, des glands et des produits tinctoriaux (écorce de chêne liège). Avec l’évêque de Toulon, il trouve un compromis à la satisfaction de deux parties. En 1179, il assiste au troisième concile du Latran. En 1183, il obtient du roi Alphonse II d’Aragon, la reconnaissance sur la seigneurie du château de Saint-Cannat.
Il décède le 31 mars 1188.